# Дубово (Псковская область)
Дубово — деревня в Печорском районе Псковской области России. Входит в состав сельского поселения «Паниковская волость».
Расположена на юге волости, в 19 км к югу от центра города Печоры и в 3 км к юго-востоку от волостного центра, деревни Паниковичи. В 1,3 км к северу проходит автодорога Псков — Изборск — Шумилкино (А212 или E 77).

## Население
Численность населения деревни составляет 22 жителя (2000 год).
| 2001 | 2002 | 2010 |
| ---- | ---- | ---- |
| 22   | ↘17  | ↘4   |

## Топографические карты
- O-35-080-c Масштаб: в 1 км 500 м Госгисцентр